# Bonnechere River
Der Bonnechere River (auch Bonnechère River oder französisch Rivière Bonnechère) ist ein rechter Nebenfluss des Ottawa River im Osten der kanadischen Provinz Ontario.
Der Fluss hat seinen Ursprung im Algonquin Park.
Von dort fließt er in südöstlicher Richtung durch den Renfrew County, bevor er östlich und nördlich von Renfrew auf den Ottawa River trifft.
Der Fluss hat eine Länge von 145 km und ein Einzugsgebiet von 2.400 km².
Während des 19. Jahrhunderts wurde der Fluss zum Abtransport von Baumstämmen der Weymouth-Kiefer aus den umliegenden Waldgebieten genutzt.
Mehrere Wasserkraftwerke liegen entlang dem Flusslauf.
Die Kalksteinhöhlen Bonnechère Caves liegen am Fluss nahe der Siedlung Eganville beim Hamlet Fourth Chute.
Der First Chute („erster Wasserfall“) befindet sich an der Stelle, wo der Bonnechere River in den Ottawa River mündet, nahe Castleford.
Der Second Chute liegt in Renfrew; an diesem Wasserfall befindet sich ein kleiner Damm, der zu einer Wasserkraftanlage gehört.
Der Third Chute ist in Douglas; hier liegt ebenfalls ein Wasserkraftwerk.
Der Fourth Chute ist nahe dem gleichnamigen Weiler Fourth Chute gelegen.
Der Fifth Chute liegt schließlich in Eganville.
Zu den Zuflüssen des Bonnechere River zählen:
- Aylen River
- Pine River
- Sherwood River

Der Bonnechere River durchfließt die Seen Golden Lake und Round Lake.
Es befinden sich zwei Provincial Parks entlang dem Flusslauf: der Bonnechere River Provincial Park (ein 23 km langer Abschnitt, der an den Algonquin Park grenzt) und der Bonnechere Provincial Park (am Round Lake gelegen).
Es wird angenommen, dass sich der Flussname von dem französischen Begriff "bonne chère" gleichbedeutend mit „gutes Essen“ ableitet, was darauf hinweisen könnte, dass die ersten Entdecker in dieser Region einen Überfluss an Wildtieren vorfanden.
Der Bonnechere River fließt weitgehend innerhalb der 175 Millionen Jahre alten Riftzone des Ottawa-Bonnechere-Grabens.

## Rafting-Rennen
Jedes Jahr finden auf dem Fluss zwischen dem dritten und vierten Wasserfall ein Rafting-Rennen statt.
Ursprünglich wurde das Ereignis von lokalen Shriners organisiert.
Mittlerweile hat das Rennen einen inoffiziellen Status – mit wenig Organisation.
Es findet immer am Wochenende vor dem Victoria Day statt.
Die Teilnehmer bauen sich ihre Rafts oder Flöße selber.
Der Fluss bietet natürliche Hindernisse wie leichte Stromschnellen.
Das Rennen hat keinen Wettbewerbscharakter und findet schon seit mehr als zehn Jahren statt.